# Tervajoki (vattendrag i Finland, lat 60,68, long 28,51)
Tervajoki är ett vattendrag i Finland. Det ligger i den södra delen av landet, 200 km öster om huvudstaden Helsingfors. Den  ingår i Tervajokis huvudavrinningsområde.  